# Autonomie!
Autonomie! ist das zweite Soloalbum von Stephan Weidner, dem Kopf und Bassisten der Band Böhse Onkelz.
Es erschien Ende 2010 als Standard- und Deluxe-Version über das Label 3R Entertainment und erreichte Platz 3 der deutschen Album-Charts.

## Musikstil
Mit diesem Album entfernt sich Der W noch stärker als auf dem Vorgänger-Album von der onkelztypischen Musik. Autonomie! bietet einen breiten musikalischen Horizont und hält neben experimentellen Synthie-Elektro-Rock-Songs, brachialen Metal-Tracks, sowie Jazzballaden, auch Swing- und Bluesgeschichten oder typische Rock-Geschosse für den Hörer bereit.

## Covergestaltung
Das Albumcover zeigt ein W, das Logo des Künstlers, umgeben von Zeitungsschnipseln. Im unteren Teil steht der schwarze Schriftzug Autonomie!, ebenfalls als Zeitungszeile. Das Album Artwork kommt von der Agentur BLITZEN.

## Titelliste
| Professionelle Bewertungen | Professionelle Bewertungen |
| -------------------------- | -------------------------- |
| Kritiken                   |                            |
| Quelle                     | Bewertung                  |
| Laut                       | [ 3 ]                      |
| Metal Hammer               | [ 4 ]                      |

| #      | Titel                            | Länge |
| ------ | -------------------------------- | ----- |
| 1      | Ode an die Zeit                  | 0:53  |
| 2      | Nein, nein, nein                 | 3:29  |
| 3      | Mamas kleines Monster            | 3:50  |
| 4      | Autonomie des ICHs               | 4:45  |
| 5      | Urlaub mit Stalin                | 3:08  |
| 6      | Fleisch                          | 4:35  |
| 7      | Schlag mich (bis ich es versteh) | 7:28  |
| 8      | Machsmaulauf                     | 3:39  |
| 9      | Niemand hier                     | 3:15  |
| 10     | Sekte oder Selters               | 3:19  |
| 11 (*) | Kleine weiße Lügen               | 3:23  |
| 12     | Furor                            | 4:06  |
| 13     | Ode an den Raum                  | 1:35  |
| 14     | Sterne                           | 4:46  |
| 15     | Lei(D)figuren                    | 4:38  |
| 16 (*) | Ihr habt Recht                   | 3:59  |
| 17     | Der Hafen                        | 4:53  |

(*) Die Titel 11 und 16 sind nur auf der Deluxe-Version enthalten.

## Chartplatzierungen und Singles
Das Album platzierte sich in der 51. Kalenderwoche des Jahres 2010 auf Position 3 der deutschen Charts und belegte in den folgenden Wochen die Plätze 40; 61 und 45. Insgesamt konnte es sich 10 Wochen in den Top 100 halten. Auch in den Nachbarländern Österreich und Schweiz erreichte es die Charts auf Platz 43 bzw. 71 für je eine Woche.
Als Single wurde vorab das Lied Sterne in einer physischen Auflage von 1000 Exemplaren sowie zum Download veröffentlicht. Neben dem Titelsong sind auf der Single, die sich nicht in den Charts platzieren konnte, der Non-Album-Track Es scheint als sei… und Fleisch enthalten. Des Weiteren wurden zu den Songs Machsmaulauf und Fleisch Videos gedreht.